# Carl Hunstein
Carl Hunstein (Homberg in Hessen, 1843 – Neupommern in Keizer Wilhelmsland, 13 maart 1888) was een Duitse koloniaal ambtenaar, vogelkundige en plantenverzamelaar. Hij is vooral bekend als verzamelaar van nieuwe soorten planten en vogels zoals de Keizer Wilhelms en blauwe paradijsvogel.

## Biografie
Hunstein begon zijn werkzaam leven als huisschilder, emigreerde vervolgens naar Noord-Amerika (San Francisco) en vandaar naar Nieuw-Zeeland. Om zijn geluk te beproeven als goudzoeker reisde hij van Nieuw-Zeeland naar Noord-Queensland (Australië) en stak daar over naar Port Moresby (Nieuw-Guinea). Tussen 1879 en 1883 trok hij door het zuidoosten van het eiland met de plantkundige Andrew Goldie. In 1884 ging hij mee op expeditie met Otto Finsch in de omgeving van Astrolabe Bay en kwam zo in 1885 in dienst van de Duitse Nieuw-Guinea Compagnie. Hij was deelnemer aan diverse expedities in Duits Nieuw-Guinea onder andere in het gebied van de rivier de Sepik. Op 4 maart 1888 ging hij aan land op de westpunt van het eiland Nieuw-Brittannië (toen Neu Pommern genaamd) op zoek naar plaatsen die geschikt waren voor de teelt van cacao. Op 13 maart kwamen Hunstein en alle leden van deze expeditie om door een tsunami veroorzaakt door de uitbarsting van een vulkaan onder de zeespiegel.

## Zijn werk/nalatenschap
Van hem zijn vooral de collecties van vogels overgebleven, maar ook de verzamelde planten zijn bewaard in herbaria in Berlijn en Melbourne. Hij ontdekte vier soorten paradijsvogels: bruine sikkelsnavel (Epimachus meyeri), Stephanie-astrapia (Astrapia stephaniae), blauwe paradijsvogel (Paradisaea rudolphi) en de keizer Wilhelms paradijsvogel (Paradisaea guilielmi).
Als eerbetoon is een vogel (Hunsteins non, Lonchura hunsteini), een varen uit het geslacht Cyathea en een naaldboom uit het geslacht Araucaria naar hem vernoemd en verder plaatsnamen (bergen, bosgebieden) in Nieuw-Guinea.